# Unai Núñez
Unai Núñez Gestoso (Sestao, 30 gennaio 1997) è un calciatore spagnolo, difensore del Verona in prestito dal Celta Vigo.

## Carriera

### Club

#### Athletic Bilbao e Celta Vigo
Cresciuto nel settore giovanile dell'Athletic Bilbao, dopo due stagioni trascorse con Baskonia e Bilbao Athletic, debutta con la prima squadra del club basco il 20 agosto 2017, nella partita pareggiata per 0-0 contro il Getafe. Il 30 ottobre prolunga il precedente contratto fino al 2023, con una clausola di rescissione di 30 milioni di euro.
Il 20 luglio 2022 viene ceduto in prestito al Celta Vigo. Nel marzo 2024 viene riscattato dai galiziani per una cifra stimata attorno ai 10 milioni di euro.
Il 28 agosto 2024 ritorna, questa volta in prestito, all'Athletic Bilbao.

#### Prestito al Verona
Il 25 luglio 2025, viene ceduto in prestito al Verona, in Serie A, con diritto di riscatto fissato a cinque milioni di euro.

### Nazionale
Il 25 agosto 2017 riceve la prima convocazione con la nazionale under-21 spagnola, esordendo il 1º settembre nell'amichevole vinta per 3-0 contro l'Italia.
Il 30 agosto 2019 riceve la prima convocazione in nazionale maggiore, con cui debutta l'8 settembre seguente nel 4-0 contro le Isole Fær Øer.

## Statistiche

### Presenze e reti nei club
Statistiche aggiornate al 30 luglio 2025
| Stagione               | Squadra                | Campionato             | Campionato | Campionato | Coppe nazionali | Coppe nazionali | Coppe nazionali | Coppe continentali | Coppe continentali | Coppe continentali | Altre coppe | Altre coppe | Altre coppe | Totale | Totale |
| Stagione               | Squadra                | Comp                   | Pres       | Reti       | Comp            | Pres            | Reti            | Comp               | Pres               | Reti               | Comp        | Pres        | Reti        | Pres   | Reti   |
| ---------------------- | ---------------------- | ---------------------- | ---------- | ---------- | --------------- | --------------- | --------------- | ------------------ | ------------------ | ------------------ | ----------- | ----------- | ----------- | ------ | ------ |
| 2017-2018              | Athletic Bilbao        | PD                     | 33         | 1          | CR              | 0               | 0               | UEL                | 3                  | 0                  | -           | -           | -           | 36     | 1      |
| 2018-2019              | Athletic Bilbao        | PD                     | 12         | 0          | CR              | 2               | 0               | -                  | -                  | -                  | -           | -           | -           | 14     | 0      |
| 2019-2020              | Athletic Bilbao        | PD                     | 20         | 0          | CR              | 6               | 0               | -                  | -                  | -                  | -           | -           | -           | 26     | 0      |
| 2020-2021              | Athletic Bilbao        | PD                     | 25         | 1          | CR              | 4               | 1               | -                  | -                  | -                  | SS          | 2           | 0           | 31     | 2      |
| 2021-2022              | Athletic Bilbao        | PD                     | 9          | 0          | CR              | 0               | 0               | -                  | -                  | -                  | -           | -           | -           | 9      | 0      |
| 2022-2023              | Celta Vigo             | PD                     | 36         | 0          | CR              | 3               | 0               | -                  | -                  | -                  | -           | -           | -           | 39     | 0      |
| 2023-2024              | Celta Vigo             | PD                     | 34         | 1          | CR              | 3               | 0               | -                  | -                  | -                  | -           | -           | -           | 37     | 1      |
| Totale Celta Vigo      | Totale Celta Vigo      | Totale Celta Vigo      | 70         | 1          |                 | 6               | 0               |                    | -                  | -                  |             | -           | -           | 76     | 1      |
| 2024-2025              | Athletic Bilbao        | PD                     | 10         | 0          | CR              | 4               | 0               | UEL                | 1                  | 0                  |             | -           | -           | 15     | 0      |
| Totale Athletic Bilbao | Totale Athletic Bilbao | Totale Athletic Bilbao | 109        | 2          |                 | 16              | 1               |                    | 4                  | 0                  |             | 2           | 0           | 131    | 3      |
| Totale carriera        | Totale carriera        | Totale carriera        | 179        | 3          |                 | 22              | 1               |                    | 4                  | 0                  |             | 2           | 0           | 207    | 4      |

### Cronologia presenze e reti in nazionale
| Cronologia completa delle presenze e delle reti in nazionale ― Spagna | Cronologia completa delle presenze e delle reti in nazionale ― Spagna | Cronologia completa delle presenze e delle reti in nazionale ― Spagna | Cronologia completa delle presenze e delle reti in nazionale ― Spagna | Cronologia completa delle presenze e delle reti in nazionale ― Spagna | Cronologia completa delle presenze e delle reti in nazionale ― Spagna | Cronologia completa delle presenze e delle reti in nazionale ― Spagna | Cronologia completa delle presenze e delle reti in nazionale ― Spagna |
| Data                                                                  | Città                                                                 | In casa                                                               | Risultato                                                             | Ospiti                                                                | Competizione                                                          | Reti                                                                  | Note                                                                  |
| --------------------------------------------------------------------- | --------------------------------------------------------------------- | --------------------------------------------------------------------- | --------------------------------------------------------------------- | --------------------------------------------------------------------- | --------------------------------------------------------------------- | --------------------------------------------------------------------- | --------------------------------------------------------------------- |
| 8-9-2019                                                              | Gijón                                                                 | Spagna                                                                | 4 – 0                                                                 | Fær Øer                                                               | Qual. Euro 2020                                                       | -                                                                     | 84’                                                                   |
| Totale                                                                |                                                                       | Presenze                                                              | 1                                                                     |                                                                       | Reti                                                                  | 0                                                                     |                                                                       |

| Cronologia completa delle presenze e delle reti in nazionale ― Spagna under 21 | Cronologia completa delle presenze e delle reti in nazionale ― Spagna under 21 | Cronologia completa delle presenze e delle reti in nazionale ― Spagna under 21 | Cronologia completa delle presenze e delle reti in nazionale ― Spagna under 21 | Cronologia completa delle presenze e delle reti in nazionale ― Spagna under 21 | Cronologia completa delle presenze e delle reti in nazionale ― Spagna under 21 | Cronologia completa delle presenze e delle reti in nazionale ― Spagna under 21 | Cronologia completa delle presenze e delle reti in nazionale ― Spagna under 21 |
| Data                                                                           | Città                                                                          | In casa                                                                        | Risultato                                                                      | Ospiti                                                                         | Competizione                                                                   | Reti                                                                           | Note                                                                           |
| ------------------------------------------------------------------------------ | ------------------------------------------------------------------------------ | ------------------------------------------------------------------------------ | ------------------------------------------------------------------------------ | ------------------------------------------------------------------------------ | ------------------------------------------------------------------------------ | ------------------------------------------------------------------------------ | ------------------------------------------------------------------------------ |
| 1-9-2017                                                                       | Toledo                                                                         | Spagna under 21                                                                | 3 – 0                                                                          | Italia under 21                                                                | Amichevole                                                                     | -                                                                              | 46’                                                                            |
| 5-9-2017                                                                       | Tallinn                                                                        | Estonia under 21                                                               | 0 – 1                                                                          | Spagna under 21                                                                | Qual. Europeo Under-21 2019                                                    | -                                                                              |                                                                                |
| 10-10-2017                                                                     | Poprad                                                                         | Slovacchia under 21                                                            | 1 – 4                                                                          | Spagna under 21                                                                | Qual. Europeo Under-21 2019                                                    | -                                                                              | 43’ 58’                                                                        |
| 9-11-2017                                                                      | Murcia                                                                         | Spagna under 21                                                                | 1 – 0                                                                          | Islanda under 21                                                               | Qual. Europeo Under-21 2019                                                    | -                                                                              | 13’                                                                            |
| 22-3-2018                                                                      | Portadown                                                                      | Irlanda del Nord under 21                                                      | 3 – 5                                                                          | Spagna under 21                                                                | Qual. Europeo Under-21 2019                                                    | -                                                                              | 30’                                                                            |
| Totale                                                                         |                                                                                | Presenze                                                                       | 5                                                                              |                                                                                | Reti                                                                           | 0                                                                              |                                                                                |

## Palmarès

### Club

#### Competizioni nazionali
- Supercoppa di Spagna: 1

Athletic Bilbao: 2021

### Nazionale
- Campionato d'Europa Under-21: 1

2019